# كاساس دي فيس
بلدية كأساس دي فيس (بالإسبانية: Casas de Ves) هي بلدية تقع في مقاطعة البسيط التابعة لمنطقة كاستيا لا مانتشا وسط إسبانيا.

## الديموغرافيا
بلغ عدد سكان بلدية كأساس دي فيس 748 نسمة عام 2011 (وفقاً للمعهد الوطني الإسباني للإحصاء).
| 962 | 909 | 870 | 825 | 799 | 774 | 748 |